# Ministerstvo
Ministerstvo je ústřední orgán státní správy, v jehož čele stojí člen vlády (ministr). Jinak se ministerstvo od ostatních ústředních správních orgánů (např. Českého statistického úřadu) neodlišuje.

## Seznam ministerstev České republiky
| Kód rozpočtové kapitoly | Ministerstvo                                 | Ministři | Počet zaměstnanců v organizačních složkách (2022) | Počet zaměstnanců v příspěvkových organizacích (2022) | Průměrný plat v organizačních složkách/Kč (2007) | Průměrný plat v příspěvkových organizacích/Kč (2007) | Reference  |
| ----------------------- | -------------------------------------------- | -------- | ------------------------------------------------- | ----------------------------------------------------- | ------------------------------------------------ | ---------------------------------------------------- | ---------- |
| 306                     | Ministerstvo zahraničních věcí               | Zde      | 1923                                              | 66                                                    | 25458                                            | 22557                                                | (str. 76)  |
| 307                     | Ministerstvo obrany                          | Zde      | 34393                                             | 1268                                                  | 24810                                            | 18895                                                | (str. 90)  |
| 312                     | Ministerstvo financí                         | Zde      | 22558                                             | 0                                                     | 25914                                            | 0                                                    | (str. 130) |
| 313                     | Ministerstvo práce a sociálních věcí         | Zde      | 21888                                             | 828                                                   | 22389                                            | 16515                                                | (str. 146) |
| 314                     | Ministerstvo vnitra                          | Zde      | 66368                                             | 958                                                   | 29293                                            | 18656                                                | (str. 160) |
| 315                     | Ministerstvo životního prostředí             | Zde      | 1757                                              | 1713                                                  | 25321                                            | 23331                                                | (str. 175) |
| 317                     | Ministerstvo pro místní rozvoj               | Zde      | 754                                               | 594                                                   | 32014                                            | 27374                                                | (str. 189) |
| 322                     | Ministerstvo průmyslu a obchodu              | Zde      | 1621                                              | 453                                                   | 30383                                            | 28385                                                | (str. 12)  |
| 327                     | Ministerstvo dopravy                         | Zde      | 835                                               | 79                                                    | 29822                                            | 21485                                                | (str. 28)  |
| 329                     | Ministerstvo zemědělství                     | Zde      | 5298                                              | 514                                                   | 23638                                            | 23139                                                | (str. 56)  |
| 333                     | Ministerstvo školství, mládeže a tělovýchovy | Zde      | 1508                                              | 265040                                                | 27653                                            | 19871                                                | (str. 74)  |
| 334                     | Ministerstvo kultury                         | Zde      | 275                                               | 6637                                                  | 31561                                            | 18694                                                | (str. 90)  |
| 335                     | Ministerstvo zdravotnictví                   | Zde      | 3369                                              | 511                                                   | 25648                                            | 21341                                                | (str. 105) |
| 336                     | Ministerstvo spravedlnosti                   | Zde      | 24001                                             | 57                                                    | 25298                                            | 14253                                                | (str. 120) |